# Ernest Jerzy Pokrzywnicki
Ernest Jerzy Pokrzywnicki (w literaturze występuje także jako Jerzy Pokrzywnicki i Ernest Jerzy Grzymała Pokrzywnicki) (ur. 4 grudnia 1892 w Bebechach, zm. 28 grudnia 1974 w Warszawie) – polski prawnik, geolog, badacz meteorytów.
Absolwent gimnazjum w Kamieńcu Podolskim z 1912 r. Od 1912 studiował prawo, najpierw na Uniwersytecie Kijowskim, a później w Odessie, zostając absolwentem tamtejszej uczelni w 1917, po czym pracował w tym mieście zawodowo do wiosny 1919 r. Jednocześnie na macierzystej uczelni studiował astronomię w latach 1918–1919, jednak po roku nauki wyemigrował do Polski. W kraju pracował jako urzędnik, najpierw w Białej, a od 1921 do wojny w pionie administracji Ministerstwa Spraw Wewnętrznych. W latach 30. XX w. opublikował kilka książek na tematy prawnicze, ponadto wykładał prawo w gdyńskiej Szkole Morskiej w 1932. 
Podczas okupacji niemieckiej pracował w Warszawie jako agent ubezpieczeniowy, jednocześnie działając w Stołecznym Komitecie Samopomocy Społecznej oraz Radzie Głównej Opiekuńczej (1940–1945). Po upadku powstania warszawskiego wyjechał do Krakowa, gdzie na początku 1945 r. został uwięziony przez Niemców i w niewoli był trzymany aż do nadejścia wojsk radzieckich. 
Od lipca 1945 do emerytury w 1950 pracował jako naczelnik różnych wydziałów Ministerstwa Administracji Publicznej, pisał też wówczas prace dotyczące prawa administracyjnego, ponadto w 1947 podczas pobytu we Francji wykładał tę dziedzinę na uniwersytecie w Tuluzie. 
Będąc na emeryturze dalej zajmuje się prawem, w latach 50. XX w. jako radca prawny Stowarzyszenia Polskich Artystów Teatru i Filmu, a w 1960 broni pracę doktorską z prawa na poznańskim uniwersytecie. Jednocześnie jednak powraca do swych młodzieńczych zainteresowań astronomią, w 1952 r. zaczyna intensywnie zgłębiać meteorytykę i w 1953 r. wiąże się z Komitetem Geologicznym PAN, z ramienia którego prowadzi archiwalne i terenowe poszukiwania meteorytów w Polsce oraz informacji o nich, znajdując m.in. nowe okazy meteorytu Morasko. Od 1957 do 1962 pracował jako adiunkt w Zakładzie Nauk Geologicznych PAN. Należał do Polskiego Towarzystwa Astronomicznego, w którym od 1959 do 1965 r. wchodził w skład komisji rewizyjnej i publikował w wydawanym przez PTA czasopiśmie Urania.
Był autorem lub współautorem 6 książek i 28 artykułów z nauk prawniczych oraz przeszło 130 prac nt. meteorytyki i astronomii. Główna publikacja Pokrzywnickiego z zakresu meteorytów to „Meteoryty Polski. Katalog meteorytów w zbiorach polskich”(1964). Ponadto przetłumaczył książkę Wasilija Fiesenkowa opublikowaną w 1954 r. przez PWN pt. „Współczesne poglądy na Wszechświat”.
Pochowany został na Cmentarzu Powązkowskim.
Materiały archiwalne Ernesta Pokrzywnickiego znajdują się w PAN Archiwum w Warszawie pod sygnaturą III-134.

## Odznaczenia
- Gwiazda Górnośląska[13]
- Złoty Krzyż Zasługi (1931)[3]
- Krzyż Kawalerski Orderu Polonia Restituta (1937)[3]